# Medalha Cidade de Porto Alegre

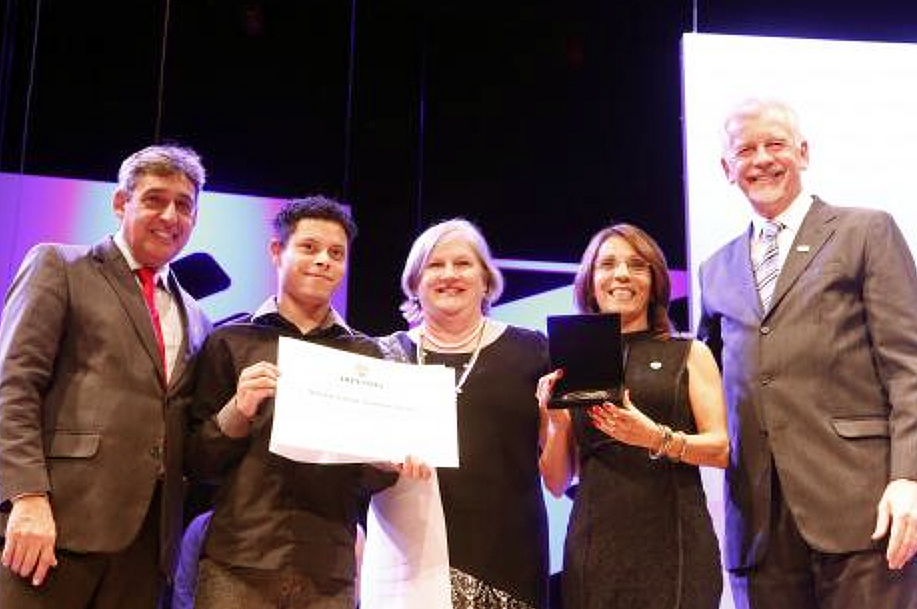
Representantes da Orquestra Villa-Lobos recebendo a Medalha Cidade de Porto Alegre, 2015

A Medalha Cidade de Porto Alegre é uma distinção honorífica oferecida pela municipalidade da cidade brasileira de Porto Alegre, capital do estado do Rio Grande do Sul. 
Foi instituída pelo Decreto Municipal 6.202 de 25 de novembro de 1977, e tem como objetivo destacar personalidades e instituições que deram relevante contribuição nos campos da arte, administração, jornalismo, assistência social, cultura e educação. O modelo da medalha foi criado pelo artista plástico Nelson Jungbluth. É a principal honraria outorgada pelo município. A cerimônia de entrega é um dos pontos altos das comemorações da Semana de Porto Alegre que ocorrem todos os anos.